# Alamanno Rinuccini
Alamanno Rinuccini (Firenze, 22 maggio 1426 – Firenze, 12 maggio 1499) è stato un umanista italiano della seconda metà del XV secolo.

## Biografia
Nato in una ricca famiglia di mercanti, studiò all'Università di Firenze e si dedicò al servizio civile, che divenne la principale fonte del suo reddito. La carriera di Rinuccini dipese in gran parte da un rapporto con la famiglia Medici, che governava Firenze. Ricoprì numerosi incarichi di rilievo, nel 1471 divenne gonfaloniere di giustizia. Un conflitto con Lorenzo de' Medici, nel 1475, portò alle sue dimissioni.
Le opinioni politiche di Rinuccini si riflettevano nel dialogo De libertate, l'opera principale della sua vita, scritta dopo la fallita Congiura dei Pazzi nel 1479, e nei Ricordi storici, una cronaca iniziata dal padre Filippo e continuata, dal 1460 da Rinuccini, e poi da suo fratello Neri.
L'eredità di Rinuccini comprende molte lettere e discorsi, in particolare il Discorso funebre di Matteo Palmieri (1475). Nella sua visione del mondo, c'era una stretta relazione tra idee sociopolitiche ed etiche. Rinuccini propugnava una vita civile attiva, al servizio del bene comune, il patriottismo, legava l'attuazione di questi principi alla presenza della libertà politica civile, dell'uguaglianza dei cittadini, della giustizia, della democrazia popolare. A differenza dei primi esponenti dell'umanesimo civile, Rinuccini collegava l'ideale etico non solo con l'attività politica e civile, ma anche con le ricerche scientifiche.